# Chiesa dei Santi Prospero e Filippo
La chiesa dei Santi Prospero e Filippo è un edificio di culto cattolico sito nel centro di Pistoia.

## Storia e descrizione

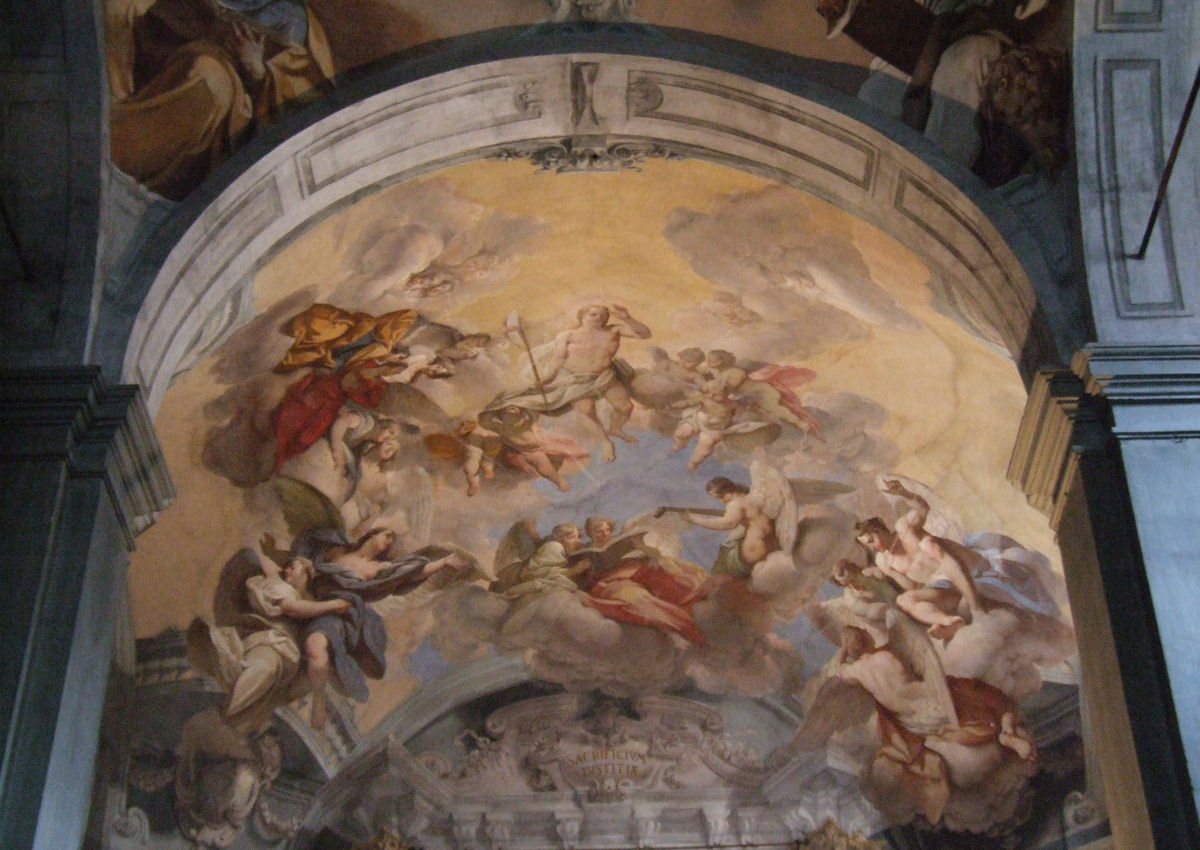
Affreschi di Gian Domenico Ferretti

Inizialmente intitolata a San Prospero, la chiesa passò agli inizi del Seicento ai padri dell'Ordine del Chiodo che la ristrutturarono; sugli altari furono collocate tele di notevole pregio, fra le quali la Flagellazione di Giovanni Lanfranco.
Nel 1666 fu concessa ai padri dell'oratorio di San Filippo Neri. Nel Settecento furono eseguiti altri lavori, fra cui gli affreschi della cupola, di Gian Domenico Ferretti, e la sistemazione della facciata. Nel 1726 il cardinal Fabroni donò la sua collezione di libri alla Curia pistoiese con la condizione che fosse collocata in una biblioteca aperta al pubblico, e a tal fine fece restaurare il vasto ambiente sopra la chiesa di San Filippo e vi fece aggiungere uno scalone di accesso laterale.